# Bandel
Bandel (bengalisch ব্যান্ডেল, Byānḍel) ist ein Ort im Distrikt Hugli im indischen Bundesstaat Westbengalen. Bereits im 16. Jahrhundert ließen sich hier portugiesische Händler nieder und errichteten 1599 die erste Kirche in Bengalen. Das Haus wurde 1632 zerstört und um 1660 zusammen mit einem Kloster als Rosenkranz-Basilika wiederaufgebaut.
Die Don Bosco School Bandel wurde 1978 gegründet.